# Дзифт
«Дзифт» или «Гудрон» (болг. Дзифт) — болгарский драматический кинофильм в стиле неонуар режиссёра Явора Гырдева. 
Фильм является экранизацией романа Владислава Тодорова. Мировая премьера фильма состоялась 25 сентября 2008 года, премьера в России — 11 февраля 2009 года.

## Сюжет
Действие фильма происходит в течение одной ночи. Главный герой по кличке Моль отсидел пятнадцать лет по ложному обвинению в убийстве ювелира в 1944 году. Организовав в тюрьме коммунистическую пропаганду, он добился сокращения срока и был выпущен из тюрьмы на поруки. На свободе он оказался в новом мире — в Болгарии 1960-х годов. С собой он забирает лишь кусочек смолы-гудрона, который грыз до заключения — его он и будет грызть до конца своей жизни.
Моль обманывает приставленных к нему полицейских. Начинается его путешествие по сумрачным улицам Софии с её странными персонажами и напыщенной архитектурой. Он оказывается в церкви, где узнаёт у священника, где найти свою бывшую девушку Аду. Та в это время жила с Вором — его бывшим напарником по ограблению, в результате которого был застрелен ювелир. Моль рассказывает ей, что бриллиант, который так и не нашёл Вор, находится в теле ювелира.
Вместе они едут на кладбище, где Моль раскапывает могилу ювелира. Появляется Вор. Моль убивает его киркой, после чего Ада оглушает лопатой Моля. Моль приходит в себя в фургоне могильщиков. Перед смертью он достаёт находящийся при нём гудрон, вытаскивает из него бриллиант и проглатывает его.

## В ролях
- Захари Бахаров — Моль (в некоторых вариантах — Мотылёк)
- Таня Илиева — Ада
- Владимир Пенев — Вор
- Михаил Мутафов — Ван Глаз
- Джоко Росич — священник
- Цветан Димитров — сержант

## Награды
- 2008 — приз «Серебряный Георгий» за лучшую режиссёрскую работу и приз Федерации киноклубов России на Московском кинофестивале[1].
- 2008 — участие в конкурсной программе кинофестивалей в Мар-дель-Плата и Аделаиде.
- 2009 — 5 премий Болгарской киноакадемии: лучший фильм, лучший сценарий, лучшая мужская роль (Захари Бахаров), лучшая операторская работа, лучший монтаж (Кеворк Асланян). Кроме того, лента получила две номинации: лучшая режиссура, лучшая мужская роль (Михаил Мутафов).
- 2009 — почётное упоминание на кинофестивале в Салерно.
- 2009 — приз за лучший болгарский фильм на Софийском кинофестивале.
- 2009 — приз «Новая Европа — новые имена» на Вильнюсском кинофестивале.
- 2009 — специальное упоминание кинофестиваля GoEast.

Кроме того, фильм был выдвинут Национальным кинематографическим советом Болгарии на премию «Оскар» за лучший фильм на иностранном языке, но не попал в финальный шорт-лист.

## Интересные факты
- Песня «Виновна е луната», которую поёт в фильме Таня Илиева[3], представляет собой вариацию на песню Put the blame on mame, которую в фильме «Гильда» (1946) исполняла Рита Хейворт[4].
- Бюджет фильма был небольшим, и Явор Гырдев решил использовать три типа камер: действие, которое происходит в шестидесятых, снято на 35 мм; сцены, которые происходят в сороковых — на 16 мм, а сюрреалистический бред и фантазии главного персонажа — на 8 мм. Всего было шесть или семь восьмимиллиметровых камер — каждый принес свою собственную, и все снимали, даже осветители.[5]